# Сонет

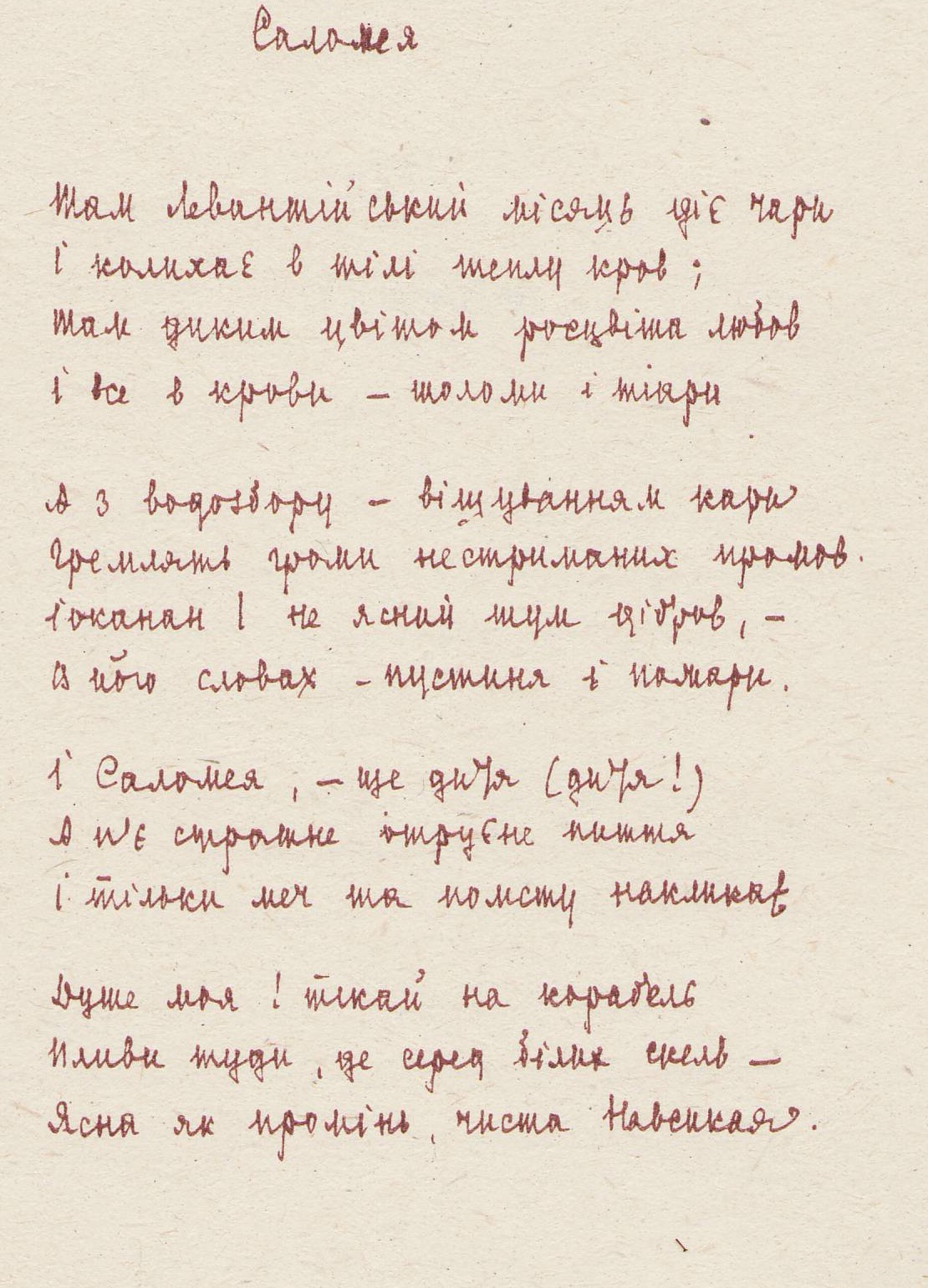
Сонет Миколи Зерова «Саломея» (опублікований у збірці «Камена»)

Соне́т (італ. sonetto — звучати) — ліричний жанр, що складається з чотирнадцяти рядків п'ятистопного або шестистопного ямба, власне, двох чотиривіршів (катрени)  та двох тривіршів (терцети) з усталеною схемою римування: охоплюючою абба, абба, ввд, еед або (рідше) перехресною абаб, абаб, вде, вде, тощо. Микола Зеров називав сонет формою «ліроепічної мініатюри окремої схеми».

## Історія сонета
Припускають, що зародкові початки сонета губляться в поезії провансальських трубадурів, але постав він в Італії. Першими сонетами вважають твори Ф. Барберіні й А. Темпо. Остаточної форми йому надав, встановив чисельність рядків і порядок рим Ф. Петрарка (1304–1374). Сонет проходить через всю історію європейської та світової літератури, розкриваючись у поезії П. Ронсара у Франції (16 ст.) та В. Шекспіра в Англії (17 ст.).
Зневажений класицизмом, сонет відродився в добу романтизму, став улюбленою формою «парнасців» (Жозе-Маріа де Ередіа, Ш. Леконт де Ліль) та символістів.

## Сонет в українській літературі
В українській поезії сонет відомий із 1830 (вірш Сапфо і сонети Адама Міцкевича в переспіві Опанаса Шпигоцького). Далі він зустрічається в поезії Л. Боровиковського, А. Метлинського, М. Шашкевича, Ю. Федьковича, Б. Грінченка, У. Кравченко, Степана Чарнецького.
Особливого поширення набирає він на кінець 19 — початок 20 ст. Видатну роль у розробці сонету відіграв Іван Франко: «Сонети» (1882), цикли «Вільні сонети», «Тюремні сонети» тощо. Сонети писали Леся Українка і Микола Чернявський («Донецькі сонети», 1898).
Найвищого розвитку досягає сонет у творчості неокласиків М. Зерова (його «Sonnetarium», виданий 1948 за кордоном, містить 85 оригінальних і 28 перекладних сонетів), Максима Рильського й інших.
З початку 1930-их pp. майстерні зразки сонетів з'являються в галицькій поезії (цикл Б. І. Антонича «Зриви й крила» та ін.), натомість в УРСР під тиском репресій сонет зазнає занепаду і дещо оживає із середини 1950-их рр.
В українській поезії в еміграції сонет набув значного поширення і в багатьох випадках високої майстерності. Серед інших зустрічається він у творчості Ю. Клена, М. Ореста, Б. Кравцева, С. Гординського, Яра Славутича, Остапа Тарнавського, Ігоря Качуровського, Емми Андієвської, Дмитра Павличка й інших.
Захоплення Дмитра Павличка сонетною формою вилилось у створення антології «Світовий сонет» (1983), яку свого часу готував, але не встиг реалізувати Микола Зеров. У цій антології українською мовою були опубліковані великі добірки сонетів Данте, Мікеланджело, Шекспіра, Шарля Бодлера, Павола Гвездослава Орсага, Янки Купали. Розширене видання антології, до якого крім перекладів увійшли й оригінальні сонети Павличка, з'явилося 2004 року у видавництві «Генеза» під назвою «Сонети».

## Поетичні особливості сонета
Попри ніби закам'янілу тісну форму, сонет містить у собі достатньо сприятливих для висловлення почуття й думки даних: зручний для версифікації й читання розмір — в італійців так звана ендекасилаба (одинадцятискладник), якому в українській поезії відповідає 5-стопний ямб із чергуванням чоловічих і жіночих закінчень.
У цілому, сонет сприяє дисциплінуванню поетичного мовлення. Адже кожна з чотирьох його частин має бути синтаксично викінченою, рими — точними і дзвінким, рекомендується регулярне парокситонно-окситонне римування, уникнення повторень у віршовому тексті одних і тих же слів (крім службових або спеціально вмотивованих за ліричним сюжетом).
Особливий внесок в осмислення теорії сонета зробив Й. Бехер, вважаючи його «найдіалектичнішим художнім видом», наголошуючи на його інтенсивній драматургійності, коли перший вірш містить у собі тезу, другий — антитезу, а тривірші — синтез, так званий «сонетний замо́к», що завершується переважно чотирнадцятим рядком (здебільшого ця «тріада» варіюється).

## Сонетна специфіка Івана Франка
Свого часу унікальну специфіку сонету спостеріг Іван Франко:
Голубчики, українські поети,
Невже вас досі нікому навчити,
Що не досить сяких-таких зліпити
Рядків штирнадцять, і вже й є сонети?
П'ятистоповий ямб, мов з міді литий
Два з чотирьох, два з трьох рядків куплети,
Пов'язані в дзвінкі рифмові сплети, —
Лиш те ім'ям сонета слід хрестити.
Тій формі й зміст най буде відповідний;
Конфлікт чуття, природи блиск погідний
В двох перших строфах ярко розвертаєсь.
Страсть, буря, гнів, мов хмара піднімаєсь,
Мутить блиск, грізно мечесь, рве окови,
Та при кінці сплива в гармонію любови.

## Форми сонета
Внутрішня гнучкість сонетної форми тяжіє до постійного оновлення канону. Вже, приміром, В. Шекспір застосовував три чотиривірші і двовірш. Крім цього, можливі також неканонічні форми сонета, приміром «хвостаті сонети» («сонет з кодою»), тобто з додатковим рядком; перевернуті сонети, започатковувані двома тривіршами; суцільні — побудовані на двох римах; «безголові» — з одним чотиривіршем і двома тривіршами; «кульгаві», в яких останні рядки чотиривіршів усічені; напівсонети — один чотиривірш та один тривірш тощо; сонетоїди (типові зразки у збірці М. Зерова «Catalepton»).
Складна композиція, що утворюється з 14 сонетів (в яких перший рядок кожного наступного є повторенням останнього рядка попереднього сонета) і завершується п'ятнадцятим (маґістралом), укладеним послідовно з перших рядків усіх попередніх сонетів — називається вінком сонетів. Він зустрічається у багатьох українських поетів. (Б.Грінченко, М. Жук, В. Бобинський, А. Ведмицький, Л. Мосендз, Б. Кравців, О. Тарнавський, А.Малігон).
Сонети найпоширеніші в медитативній ліриці, наявні і в інших жанрових формах, зокрема в пейзажній ліриці (цикли «Крим» та «Київ» М. Зерова).